# Décès en juin 2024
Décès
- 2020
- 2021
- 2022
- 2023
- 2024
- 2025
- 2026
- 2027
- 2028

Pour une information complémentaire, voir la page d'aide.

| Date              | Nom                                    | Activités                                                                                        | Âge   | Source |
| ----------------- | -------------------------------------- | ------------------------------------------------------------------------------------------------ | ----- | ------ |
| 30 juin           | Manuel Cargaleiro                      | Peintre et céramiste portugais.                                                                  | 97    | (pt)   |
| 30 juin           | Jean-Pierre Descombes                  | Animateur de télévision français.                                                                | 76    |        |
| 30 juin           | Gilbert Desmet                         | Coureur cycliste belge.                                                                          | 93    | (nl)   |
| 30 juin           | Habib Janhani                          | Historien tunisien.                                                                              | 90    |        |
| 30 juin           | Brian Kilby                            | Athlète britannique.                                                                             | 86    | (en)   |
| 30 juin           | Maria Rosaria Omaggio                  | Écrivaine et actrice italienne.                                                                  | 67    | (it)   |
| 30 juin           | Rajavarothiam Sampanthan               | Homme politique srilankais.                                                                      | 91    | (en)   |
| 30 juin           | Arno Stern                             | Éducateur et peintre français.                                                                   | 100   |        |
| 29 juin           | Latifa Amahzoune                       | Princesse marocaine.                                                                             | 78    |        |
| 29 juin           | Jacqueline de Jong                     | Peintre, sculptrice et graphiste néerlandaise.                                                   | 85    | (nl)   |
| 29 juin           | Alastair Laing                         | Historien d'art britannique.                                                                     | 79/80 |        |
| 29 juin           | Mourad                                 | Pianiste français.                                                                               | 19    |        |
| 29 juin           | Shi Ping                               | Homme politique chinois.                                                                         | 112   | (en)   |
| 29 juin           | Martial Richoz                         | Personnalité suisse.                                                                             | 62    |        |
| 29 juin           | Lionel Salem                           | Chimiste théoricien français.                                                                    | 87    |        |
| 29 juin           | Patty Waters                           | Chanteuse de jazz américaine.                                                                    | 78    | (en)   |
| 28 juin           | Gene Achtymichuk                       | Joueur canadien de hockey sur glace.                                                             | 91    | (en)   |
| 28 juin           | Jim Barrows                            | Skieur alpin américain.                                                                          | 80    | (en)   |
| 28 juin           | Jacques Berthelot                      | Homme politique français.                                                                        | 78    |        |
| 28 juin           | Orlando Cepeda                         | Joueur portoricain de baseball.                                                                  | 86    | (en)   |
| 28 juin           | Verena Diener                          | Femme politique suisse.                                                                          | 75    |        |
| 28 juin           | Audrey Flack                           | Peintre, sculptrice et graveuse américaine.                                                      | 93    | (en)   |
| 28 juin           | Maurice Fournier                       | Athlète français.                                                                                | 91    |        |
| 28 juin           | Yves Herbet                            | Joueur international puis entraîneur français de football.                                       | 78    |        |
| 28 juin           | Robert Irwin                           | Historien britannique, romancier et écrivain spécialiste de la littérature arabe.                | 77    | (en)   |
| 28 juin           | Mohamed Osman Jawari                   | Homme politique somalien.                                                                        | 78    | (en)   |
| 28 juin           | Kong Nay                               | Musicien cambodgien.                                                                             | 80    | (en)   |
| 28 juin           | Caroline Sagot Duvauroux               | Poétesse française.                                                                              | 72    |        |
| 27 juin           | Cristina Alberdi                       | Femme politique et avocate espagnole.                                                            | 78    |        |
| 27 juin           | Marie-Christine Aulas                  | Femme politique française.                                                                       | 79    |        |
| 27 juin           | Serge Arcuri                           | Compositeur canadien.                                                                            | 70    |        |
| 27 juin           | Benoît Dagenais                        | Acteur canadien.                                                                                 | 71    |        |
| 27 juin           | Manuel Fernandes                       | Footballeur international et entraîneur portugais.                                               | 73    | (pt)   |
| 27 juin           | Peter Fouché                           | Charpentier et combattant volontaire britanno-sud-africain.                                      | ?     | (en)   |
| 27 juin           | Kinky Friedman                         | Auteur-compositeur américain.                                                                    | 79    | (en)   |
| 27 juin           | Ilse Fuskova                           | Journaliste et activiste féministe argentine.                                                    | 95    | (es)   |
| 27 juin           | Nikolay Khryapa                        | Joueur de basket-ball ukrainien.                                                                 | 45    | (ru)   |
| 27 juin           | Alexandre Knaïfel                      | Compositeur soviétique, puis russe.                                                              | 80    | (en)   |
| 27 juin           | Marc Laviolette                        | Syndicaliste et homme politique canadien.                                                        | 75    |        |
| 27 juin           | Martin Mull                            | Acteur, scénariste et producteur américain.                                                      | 80    | (en)   |
| 27 juin           | Landry N'Guemo                         | Footballeur international camerounais.                                                           | 38    |        |
| 27 juin           | Holger Runge                           | Sculpteur allemand.                                                                              | 99    | (de)   |
| 26 juin           | Peter Armbruster                       | Physicien allemand.                                                                              | 92    | (de)   |
| 26 juin           | Sergueï Berezine                       | Joueur de hockey sur glace russe.                                                                | 52    | (en)   |
| 26 juin           | Gary Grant                             | Trompettiste, compositeur, producteur et musicien de session américain.                          | -     |        |
| 26 juin           | Karl-Hans Laermann                     | Homme politique allemand.                                                                        | 94    | (de)   |
| 26 juin           | Esther Pasztory                        | Historienne de l’art américaine.                                                                 | 81    | (en)   |
| 26 juin           | François de Siebenthal                 | Homme politique suisse.                                                                          | 68    |        |
| 26 juin           | Yaşar Yakış                            | Homme politique turc.                                                                            | 85    | (tr)   |
| 25 juin           | Sika Anoa'i                            | Catcheur samoan.                                                                                 | 79    | (en)   |
| 25 juin           | Philippe Boggio                        | Écrivain et journaliste français.                                                                | 74    |        |
| 25 juin           | Billy Carter                           | Joueur canadien de hockey sur glace.                                                             | 86    | (en)   |
| 25 juin           | Bill Cobbs                             | Acteur américain.                                                                                | 90    | (en)   |
| 25 juin           | Norman Shetler                         | Pianiste classique et marionnettiste austro-américain.                                           | 93    | (de)   |
| 24 juin           | Kari Aartoma                           | Poète, écrivain, journaliste et traducteur finlandais.                                           | 65    | (fi)   |
| 24 juin           | Marc Ambroise-Rendu                    | Journaliste français et responsable d'associations écologistes.                                  | 94    |        |
| 24 juin           | Horacio Ballesteros                    | Footballeur international argentino-péruvien.                                                    | 80    | (es)   |
| 24 juin           | Seth Binzer                            | Chanteur, rappeur et acteur américain.                                                           | 49    |        |
| 24 juin           | Orlando H. Garrido                     | Zoologiste, herpétologiste cubain.                                                               | 93    | (es)   |
| 24 juin           | Dragan Kapičić                         | Joueur yougoslave de basket-ball.                                                                | 75    | (sr)   |
| 24 juin           | Léo Lapointe                           | Écrivain français.                                                                               | 71    |        |
| 24 juin           | Susana Ruiz Cerutti                    | Femme politique argentine.                                                                       | 83    | (es)   |
| 24 juin           | Bertrand Saint-Sernin                  | Philosophe français.                                                                             | 92    |        |
| 23 juin           | Bernard Allen                          | Homme politique irlandais.                                                                       | 79    | (en)   |
| 23 juin           | Claude Buchon                          | Cycliste sur route français.                                                                     | 75    |        |
| 23 juin           | Robert Germain                         | Médecin, enseignant et homme politique haïtien.                                                  | 90    |        |
| 23 juin           | Michael Krause                         | Joueur ouest-allemand de hockey sur gazon.                                                       | 77    | (de)   |
| 23 juin           | Gilles Provost                         | Acteur, metteur en scène et directeur artistique canadien.                                       | 86    |        |
| 23 juin           | José Ramón Ramos                       | Basketteur international espagnol.                                                               | 81    | (es)   |
| 23 juin           | Hugo Villanueva                        | Footballeur international chilien.                                                               | 85    | (es)   |
| 22 juin           | Pierre Gibert                          | Prêtre jésuite français, docteur en théologie et en littérature comparée.                        | 87    |        |
| 22 juin           | Khenpo Tsultrim Gyamtso Rinpoché       | Yogi du bouddhisme tibétain.                                                                     | 90    | (en)   |
| 22 juin           | Mogens Herman Hansen                   | Philologue danois.                                                                               | 83    | (da)   |
| 22 juin           | Sidiba Koulibaly                       | Diplomate guinéen.                                                                               | 87    |        |
| 22 juin           | Péter Kovács                           | Gymnaste hongrois, médaillée de bronze aux Jeux olympiques d'été de 1980.                        | 64    | (hu)   |
| 22 juin           | Alex Theus                             | Pianiste suisse.                                                                                 | 72    |        |
| 21 juin           | Frederick Crews                        | Écrivain américain.                                                                              | 91    | (en)   |
| 21 juin           | Salah Aboud Mahmoud                    | Militaire et homme politique irakien.                                                            | 82    | (ar)   |
| 21 juin           | Shora Mbemba                           | Chanteur, auteur-compositeur-interprète congolais.                                               | 67    |        |
| 21 juin           | Andrzej Mularczyk                      | Écrivain polonais.                                                                               | 94    | (pl)   |
| 21 juin           | François Thual                         | Géopolitologue français.                                                                         | 79    |        |
| 21 juin           | Frederick Vine                         | Géologue marin et géophysicien anglais.                                                          | 85    | (en)   |
| 21 juin           | Zhang Xuelei                           | Joueur chinois de basket-ball.                                                                   | 61    | (zh)   |
| 20 juin           | Paul Davidson                          | Macroéconomiste américain.                                                                       | 93    | (en)   |
| 20 juin           | Lothar Gall                            | Historien allemand.                                                                              | 87    | (de)   |
| 20 juin           | Eberhard Hertel                        | Chanteur allemand.                                                                               | 85    | (de)   |
| 20 juin           | Guram Kostava                          | Escrimeur soviétique puis géorgien, double médaillé de bronze olympique (1960, 1964).            | 87    | (ru)   |
| 20 juin           | Zeev Kun                               | Peintre israélien d'origine hongroise.                                                           | 94    | (hu)   |
| 20 juin           | Jean-Claude Lefort                     | Homme politique français.                                                                        | 79    |        |
| 20 juin           | Mazel                                  | Auteur de bande dessinée belge.                                                                  | 92    |        |
| 20 juin           | Pierre Pommier                         | Homme politique français.                                                                        | 101   |        |
| 20 juin           | Carlos Silva Valente                   | Arbitre de football portugais.                                                                   | 75    | (pt)   |
| 20 juin           | Donald Sutherland                      | Acteur canadien.                                                                                 | 88    | (en)   |
| 20 juin           | Teila Tuli                             | Acteur et sumo Américain.                                                                        | 56    | (en)   |
| 20 juin           | Ion Vianu                              | Psychiatre, mémorialiste essayiste roumain.                                                      | 90    | (ro)   |
| 20 juin           | Phuntsok Wangchuk                      | Ancien prisonnier politique tibétain.                                                            | 51    | (en)   |
| 19 juin           | George Edward Alcorn Jr.               | Scientifique, physicien nucléaire et informaticien américain.                                    | 84    | (en)   |
| 19 juin           | Jesús Aparicio-Bernal                  | Homme politique espagnol.                                                                        | 95    | (es)   |
| 19 juin           | Michel Dupuch                          | Diplomate français.                                                                              | 92    |        |
| 19 juin           | Nicole Goullieux                       | Athlète française, spécialiste du 800 mètres.                                                    | 92    |        |
| 19 juin           | James Loughran                         | Chef d'orchestre écossais.                                                                       | 92    | (en)   |
| 19 juin           | Stefano Malinverni                     | Athlète italien, médaillé de bronze aux Jeux olympiques d'été de 1980.                           | 65    | (it)   |
| 19 juin           | Jan du Preez                           | Joueur de rugby à XV sud-africain.                                                               | 93    | (en)   |
| 19 juin           | Luca Trevisan                          | Mathématicien et informaticien italien.                                                          | 52    | (en)   |
| 18 juin           | Anouk Aimée                            | Actrice française.                                                                               | 92    |        |
| 18 juin           | Stojan Andov                           | Homme politique macédonien.                                                                      | 88    |        |
| 18 juin           | Nathaly Antona                         | Femme politique française.                                                                       | 49    |        |
| 18 juin           | András Bíró                            | Journaliste hongrois.                                                                            | 98    | (hu)   |
| 18 juin           | James Chance                           | Musicien, chanteur et saxophoniste américain.                                                    | 71    | (en)   |
| 18 juin           | Sara Facio                             | Photographe et portraitiste argentine.                                                           | 92    | (es)   |
| 18 juin           | François Janin                         | Journaliste français de sport automobile.                                                        | 88    |        |
| 18 juin           | Gerhard Klingenberg                    | Metteur en scène autrichien.                                                                     | 95    | (de)   |
| 18 juin           | Rosalio Martirez                       | Joueur philippin de basket-ball.                                                                 | 72    | (en)   |
| 18 juin           | Willie Mays                            | Joueur américain de baseball.                                                                    | 93    |        |
| 18 juin           | Anthea Sylbert                         | Costumière, productrice et scénariste américaine.                                                | 84    | (en)   |
| 18 juin           | Franjo Vladić                          | Footballeur international yougoslave.                                                            | 73    | (hr)   |
| 18 juin           | George M. Woodwell                     | Écologiste, biophysicien et botaniste américain.                                                 | 95    | (en)   |
| 17 juin           | Lars Carlsson                          | Pilote de rallye suédois.                                                                        | 77    | (en)   |
| 17 juin           | Armand Fouillen                        | Joueur puis entraîneur français de football.                                                     | 91    |        |
| 17 juin           | Claudio Graziano                       | Militaire italien.                                                                               | 70    | (it)   |
| 17 juin           | Jean-Pierre Hureau                     | Chef d'entreprise et dirigeant sportif français.                                                 | 91    |        |
| 17 juin           | Hubert Lauper                          | Homme politique suisse.                                                                          | 80    |        |
| 17 juin           | Jacqueline Laurence                    | Actrice française.                                                                               | 91    |        |
| 16 juin           | Paul Chemetov                          | Architecte et urbaniste français.                                                                | 95    |        |
| 16 juin           | Chen Zhenggao                          | Homme politique chinois.                                                                         | 72    | (zh)   |
| 16 juin           | Jodie Devos                            | Artiste lyrique belge.                                                                           | 35    |        |
| 16 juin           | Barbara Gladstone                      | Productrice de cinéma, galeriste et marchande d'art américaine.                                  | 89    | (en)   |
| 16 juin           | Koldobika Jauregi                      | Sculpteur espagnol.                                                                              | 64    |        |
| 16 juin           | Ginette Rolland                        | Actrice française.                                                                               | 92    |        |
| 16 juin           | Robert Schul                           | Athlète américain, champion aux Jeux olympiques d'été de 1964.                                   | 86    | (en)   |
| 16 juin           | Aloyse Warhouver                       | Enseignant et homme politique français.                                                          | 94    |        |
| 16 juin           | Étienne Willem                         | Auteur de bande dessinée belge.                                                                  | 51    |        |
| 15 juin           | Murlidhar Chandrakant Bhandare         | Homme politique indien.                                                                          | 95    | (en)   |
| 15 juin           | Kevin Campbell                         | Footballeur britannique.                                                                         | 54    |        |
| 15 juin           | Érik Canuel                            | Réalisateur et scénariste canadien.                                                              | 63    |        |
| 15 juin           | Bernd Faulenbach                       | Historien allemand.                                                                              | 80    | (de)   |
| 15 juin           | Francine Leca                          | Professeure de médecine et chirurgienne française.                                               | 86    |        |
| 15 juin           | Vincent Mauro                          | Arbitre américain de soccer.                                                                     | 80    | (en)   |
| 15 juin           | Enrique Pinder                         | Boxeur panaméen.                                                                                 | 76    | (es)   |
| 15 juin           | Sakae Saitō                            | Écrivain japonais.                                                                               | 91    | (ja)   |
| 15 juin           | Freddy Willockx                        | Homme politique belge.                                                                           | 76    |        |
| 14 juin           | Michael Ghiselin                       | Biologiste américain.                                                                            | 85    | (en)   |
| 14 juin           | Maurice Godin                          | Homme politique canadien.                                                                        | 91    |        |
| 14 juin           | Christiane Mercelis                    | Joueuse de tennis belge.                                                                         | 92    | (en)   |
| 14 juin           | Trygve Reenskaug                       | Informaticien norvégien.                                                                         | 93    | (no)   |
| 14 juin           | Pierre Samot                           | Homme politique français.                                                                        | 89    |        |
| 14 juin           | Kazuko Shiraishi                       | Poétesse et traductrice japonaise.                                                               | 93    | (en)   |
| 14 juin           | Louis Thannberger                      | Banquier d'affaires français.                                                                    | 87    |        |
| 13 juin           | Bénédicte Atger                        | Cavalière d'endurance française.                                                                 | 66    |        |
| 13 juin           | Tommy Banks                            | Footballeur international anglais.                                                               | 94    | (en)   |
| 13 juin           | Angela Bofill                          | Chanteuse et parolière américaine.                                                               | 70    | (en)   |
| 13 juin           | Joan Brady                             | Danseuse et romancière américaine.                                                               | 84    | (en)   |
| 13 juin           | Ibrahima Fanny                         | Footballeur international ivoirien.                                                              | 80    |        |
| 13 juin           | Bernard Gavillet                       | Coureur cycliste suisse.                                                                         | 64    |        |
| 13 juin           | Benji Gregory                          | Acteur américain.                                                                                | 46    | (en)   |
| 13 juin           | Jacques Le Divellec                    | Chef cuisinier français.                                                                         | 91    |        |
| 13 juin           | Yves Poyet                             | Artiste peintre français.                                                                        | 81    |        |
| 12 juin           | William H. Donaldson                   | Haut fonctionnaire américain.                                                                    | 93    |        |
| 12 juin           | Denise Flouzat-Osmont d'Amilly         | Économiste, professeure d'université et romancière française.                                    | 95    |        |
| 12 juin           | Neil Goldschmidt                       | Politicien américain.                                                                            | 83    | (en)   |
| 12 juin           | Shannon O'Neill                        | Femme politique canadienne.                                                                      | 87    |        |
| 12 juin           | Fernando José de França Dias Van-Dúnem | Homme d'État angolais.                                                                           | 89    | (pt)   |
| 12 juin           | Michel Volle                           | Économiste français.                                                                             | 83    |        |
| 12 juin           | Jerry West                             | Joueur américain de basket-ball, champion aux Jeux olympiques d'été de 1960.                     | 86    | (en)   |
| 12 juin           | Viatcheslav Zoudov                     | Cosmonaute soviétique puis russe.                                                                | 82    | (ru)   |
| 11 juin           | Cristino Seriche Bioko                 | Homme d'État équatoguinéen.                                                                      | 83    | (en)   |
| 11 juin           | Dianne Burge                           | Athlète de sprint australienne.                                                                  | 80    | (en)   |
| 11 juin           | Enchanting                             | Rappeuse américaine.                                                                             | 26    | (en)   |
| 11 juin           | Howard Fineman                         | Journaliste américain.                                                                           | 75    | (en)   |
| 11 juin           | Mansour Guettaya                       | Athlète tunisien.                                                                                | 74    |        |
| 11 juin           | Marcel Guilloux                        | Chanteur et conteur français.                                                                    | 93    |        |
| 11 juin           | Pierre Haarhoff                        | Athlète de sprint français.                                                                      | 91    |        |
| 11 juin           | Françoise Hardy                        | Auteure-compositrice-interprète et actrice française.                                            | 80    |        |
| 11 juin           | Orest Lenczyk                          | Footballeur entraîneur polonais.                                                                 | 81    | (pl)   |
| 11 juin           | Tony Lo Bianco                         | Acteur américain.                                                                                | 87    | (en)   |
| 11 juin           | Tony Mordente                          | Réalisateur de télévision, metteur en scène et chorégraphe américain.                            | 88    | (en)   |
| 11 juin           | Gilles A. Perron                       | Homme politique canadien.                                                                        | 83    |        |
| 11 juin           | Éric Tappy                             | Ténor suisse.                                                                                    | 93    |        |
| 11 juin           | Hans Rudolf Spillmann                  | Tireur sportif suisse, médaillé d'argent aux Jeux olympiques d'été de 1960.                      | 92    |        |
| 11 juin           | Wang Yongzhi                           | Scientifique aérospatial chinois.                                                                | 91    | (zh)   |
| 10 juin           | Saulos Chilima                         | Homme politique malawite.                                                                        | 51    | (en)   |
| 10 juin           | Gérard Dériot                          | Homme politique français.                                                                        | 79    |        |
| 10 juin           | Jean-Paul Hammann                      | Homme politique français.                                                                        | 98    |        |
| 10 juin           | Nathan Hare                            | Anthropologue américain.                                                                         | 91    | (en)   |
| 10 juin           | James Lawson                           | Professeur d'université, pasteur et militant pour les droits de la personne humaine britannique. | 95    | (en)   |
| 9 juin            | William Carragan                       | Musicologue, claveciniste et arrangeur britannique.                                              | 86    | (en)   |
| 9 juin            | Ralph Caulton                          | Joueur de rugby à XV international néo-zélandais.                                                | 87    | (en)   |
| 9 juin            | Lynn Conway                            | Informaticienne américaine.                                                                      | 86    | (en)   |
| 9 juin            | Kim Kwang-lim                          | Poète sud-coréen.                                                                                | 94    | (ko)   |
| 9 juin            | Mikhaïl Koliouchev                     | Cycliste tadjike.                                                                                | 81    | (ru)   |
| 9 juin            | Yoshiko Kuga                           | Actrice japonaise.                                                                               | 93    | (ja)   |
| 9 juin            | Beata Maksymow                         | Judoka polonaise.                                                                                | 56    | (pl)   |
| 9 juin            | Alex Riel                              | Batteur danois.                                                                                  | 83    | (da)   |
| 9 juin            | Edward C. Stone                        | Physicien américain.                                                                             | 88    | (en)   |
| 9 juin            | Vitalis Otia Suh                       | Acteur, réalisateur et producteur camerounais.                                                   | 56    | (en)   |
| 8 juin            | Christophe Deloire                     | Dirigeant d'ONG, journaliste, auteur et éditeur français.                                        | 53    |        |
| 8 juin            | Oswald Ducrot                          | Linguiste, auteur et éditeur français.                                                           | 93    | (es)   |
| 8 juin            | Akio Nakajima                          | Homme politique japonais.                                                                        | 88    | (ja)   |
| 8 juin            | Nanae Sasaya                           | Mangaka japonaise.                                                                               | 74    | (ja)   |
| 8 juin            | Klaus Töpfer                           | Homme politique allemand.                                                                        | 85    | (de)   |
| 8 juin            | Éric Vu-An                             | Danseur, chorégraphe et maître de ballet français.                                               | 60    |        |
| 8 juin            | Chet Walker                            | Joueur de basket-ball américain.                                                                 | 84    | (en)   |
| 7 juin            | William Anders                         | Astronaute américain.                                                                            | 90    |        |
| 7 juin            | Jean-Kasongo Banza                     | Footballeur international congolais.                                                             | 49    |        |
| 7 juin            | Nozomu Suzuki                          | Homme politique japonais.                                                                        | 75    | (ja)   |
| 6 juin            | Robert Bornecque                       | Professeur d'université docteur d'État ès-lettres en histoire, historien et écrivain français.   | 97    |        |
| 6 juin            | Roberto Cossa                          | Dramaturge argentin.                                                                             | 89    | (es)   |
| 6 juin            | Joseph Hardy                           | Réalisateur et producteur américain.                                                             | 95    | (en)   |
| 6 juin            | Éric Hazan                             | Écrivain et éditeur français.                                                                    | 87    |        |
| 6 juin            | Jacques Insermini                      | Pilote de moto, acteur et cascadeur français.                                                    | 96    |        |
| 6 juin            | Fumihiko Maki                          | Architecte japonais.                                                                             | 95    | (ja)   |
| 6 juin            | Sergueï Novikov                        | Mathématicien russe.                                                                             | 86    | (ru)   |
| 6 juin            | Ahmed Zitouni                          | Écrivain algérien.                                                                               | 74    |        |
| 5 juin            | Ben                                    | Artiste visuel franco-suisse.                                                                    | 88    |        |
| 5 juin            | André Desvallées                       | Muséologue français.                                                                             |       |        |
| 5 juin            | Akira Endō                             | Biochimiste et microbiologiste japonais.                                                         | 90    |        |
| 5 juin            | Jean-Paul Émin                         | Homme politique français.                                                                        | 84    |        |
| 5 juin            | Daniel Etounga-Manguelle               | Ingénieur-conseil, économiste et écrivain camerounais.                                           | 81    |        |
| 5 juin            | Rosalina Neri                          | Chanteuse lyrique et actrice italienne.                                                          | 96    | (it)   |
| 5 juin            | Reiner Uthoff                          | Écrivain, directeur de théâtre et artiste de cabaret allemand.                                   | 86    | (de)   |
| 4 juin            | Charles-Albert Antille                 | Homme politique suisse.                                                                          | 79    |        |
| 4 juin            | Yves Beaujard                          | Illustrateur et graveur français.                                                                | 84    |        |
| 4 juin            | C.Gambino                              | Rappeur et chanteur suédois.                                                                     | 26    |        |
| 4 juin            | Parnelli Jones                         | Pilote automobile et chef d'entreprise américain.                                                | 90    | (en)   |
| 4 juin            | Dicoh Mariam                           | Femme chimiste ivoirienne.                                                                       | 80    |        |
| 4 juin            | Yves Morin                             | Homme politique, cardiologue et professeur d'université canadien.                                | 94    |        |
| 4 juin            | Mbomboko Fiston Ngoy                   | Footballeur international congolais.                                                             | 47    |        |
| 4 juin            | Curt Söderlund                         | Coureur cycliste suédois.                                                                        | 78    | (sv)   |
| 4 juin            | Ahmad Shah Zaher                       | Personnalité afghane, prétendant au trône d'Afghanistan.                                         | 89    |        |
| 3 juin            | Brigitte Bierlein                      | Juriste et femme d'État autrichienne.                                                            | 74    |        |
| 3 juin            | Jürgen Moltmann                        | Théologien et professeur d'université allemand.                                                  | 98    |        |
| 3 juin            | Dag Erik Pedersen                      | Coureur cycliste norvégien.                                                                      | 64    | (no)   |
| 3 juin            | William Russell                        | Acteur britannique.                                                                              | 99    | (en)   |
| 3 juin            | Armando Silvestre                      | Acteur mexicain.                                                                                 | 98    | (es)   |
| 2 juin            | Larry Allen                            | Joueur de football américain.                                                                    | 52    | (en)   |
| 2 juin            | Rob Burrow                             | Joueur de rugby à XIII britannique.                                                              | 41    | (en)   |
| 2 juin            | Carl Cain                              | Joueur de basket-ball américain, champion aux Jeux olympiques d'été de 1956.                     | 89    | (en)   |
| 2 juin            | Jeannette Charles                      | Actrice britannique.                                                                             | 96    | (en)   |
| 2 juin            | Edgardo Cozarinsky                     | Écrivain, scénariste et réalisateur argentin.                                                    | 85    | (es)   |
| 2 juin            | Emma Lou Diemer                        | Pianiste, compositrice, musicologue et professeur d'université américaine.                       | 96    | (en)   |
| 2 juin            | Nicolas Gruson                         | Nageur français.                                                                                 | 49    |        |
| 2 juin            | David Lévy                             | Homme politique israélien.                                                                       | 86    | (en)   |
| 2 juin            | Janis Paige                            | Actrice américaine.                                                                              | 101   | (en)   |
| 2 juin            | Harold Snoad                           | Réalisateur et producteur britannique.                                                           | 88    | (en)   |
| 1er juin          | Antonio Ferraz                         | Cycliste sur route espagnol.                                                                     | 94    | (es)   |
| 1er juin          | Andrzej Kostenko                       | Réalisateur et acteur polonais.                                                                  | 87    | (pl)   |
| 1er juin          | Ruth Maria Kubitschek                  | Actrice germano-suisse.                                                                          | 92    | (de)   |
| 1er juin          | Philippe Leroy-Beaulieu                | Acteur français.                                                                                 | 93    |        |
| 1er juin          | Salvador Miranda                       | bibliographe, bibliothécaire et historien de l'Église américain.                                 | 84    | (es)   |
| 1er juin          | Tin Oo                                 | Général birman.                                                                                  | 97    | (en)   |
| 1er juin          | Arthur Tchilingarov                    | Homme politique russe.                                                                           | 84    | (ru)   |
| 1er juin          | Roman Verostko                         | Artiste et professeur américain.                                                                 | 94    | (en)   |
| date indéterminée | Jacques Freitag                        | Athlète sud-africain.                                                                            | 42    |        |
| date indéterminée | Arie van Gemert                        | Arbitre néerlandais de football.                                                                 | 95    | (nl)   |